# Stoczniowiec Gdańsk
Stoczniowiec Gdańsk je profesionální polský hokejový tým, do roku 2011 hrající polskou nejvyšší soutěž Ekstraliga w hokeju na lodzie.

## Historie
Byl založen v roce 1953. V roce 2011 tým zkrachoval a odstoupil z polské nejvyšší hokejové soutěže Ekstraliga w hokeju na lodzie. Zachoval se pouze mládežnický hokej. V roce 2013 se objevily zprávy, že tým podal přihlášku do Kontinentální hokejové ligy. Prezident KHL Alexandr Medveděv prohlásil, že tým má zajištěný stadion, rozpočet i trenéra. Na trenérský post se spekuluje o Vjačeslavu Bykovovi, bývalém trenéru ruské reprezentace.

## Úspěchy
- Vítěz 1. polské národní hokejové ligy (2. nejvyšší soutěže): 1976, 1981, 1983